# Коннов, Александр Юрьевич
Александр Юрьевич Коннов (род. 14 октября 1994, Хабаровск) — российский хоккеист, нападающий.

## Биография
Уроженец Хабаровска, играл в московских хоккейных школах «Спартак», «Крылья Советов». В сезонах 2011/12 — 2012/13 выступал в команде МХЛ «Мытищинские атланты» / «Атланты». В сезоне 2013/14 играл в низших североамериканских лигах за команды «Миннесота Маджишенс» и «Твин Сити Стил». Сезон 2014/15 провёл в МХЛ за «Капитан» Ступино. Следующий сезон провёл в командах чемпионата Беларуси «Витебск» и «Гомель». С сезона 2016/17 — игрок команды ВХЛ «Саров». 29 декабря 2018 года был обменян в «Адмирал», за который провёл в КХЛ 60 матчей. Два сезона отыграл в ВХЛ за «Ижсталь», «Югру» (обе — 2020/21) и «Ростов» (2021/22).
Играл в чемпионате Беларуси за «Брест» и «Витебск» (2022/23), в чемпионате Казахстана за «Хумо» Ташкент (2023/24), «Сарыарку» (c 2023/24).
В апреле 2024 года женился на «Мисс Екатеринбург — 2016» Елизавете Аниховской.